# Guldstjerne
 Der er for få eller ingen kildehenvisninger i denne artikel, hvilket er et problem. Du kan hjælpe ved at angive troværdige kilder til de påstande, som fremføres i artiklen.

Slægten Guldstjerne (Gagea) (tidligere Skovstjerne) er udbredt i Europa, Nordafrika og Asien. Det er stauder med overvintrende løg. De har et enkelt blad og en opretstængel med nogle få støtteblade under den endestillede blomsterstand. Blomsterne er gule og regelmæssige. Frøene er tørre kapsler. Her nævnes kun de arter, som findes vildtvoksende i Danmark.
| Arter |

- Agerguldstjerne (Gagea villosa)
- Almindelig guldstjerne (Gagea lutea)
- Engguldstjerne (Gagea pratensis)
- Hylsterguldstjerne (Gagea spathacea)
- Liden guldstjerne (Gagea minima)